# Bensheim
Bensheim is een gemeente in de Duitse deelstaat Hessen, gelegen in de Kreis Bergstraße. De stad telt 40.791 inwoners.

## Geografie
Bensheim heeft een oppervlakte van 57,83 km² en ligt in het centrum van Duitsland, iets ten westen van het geografisch middelpunt.

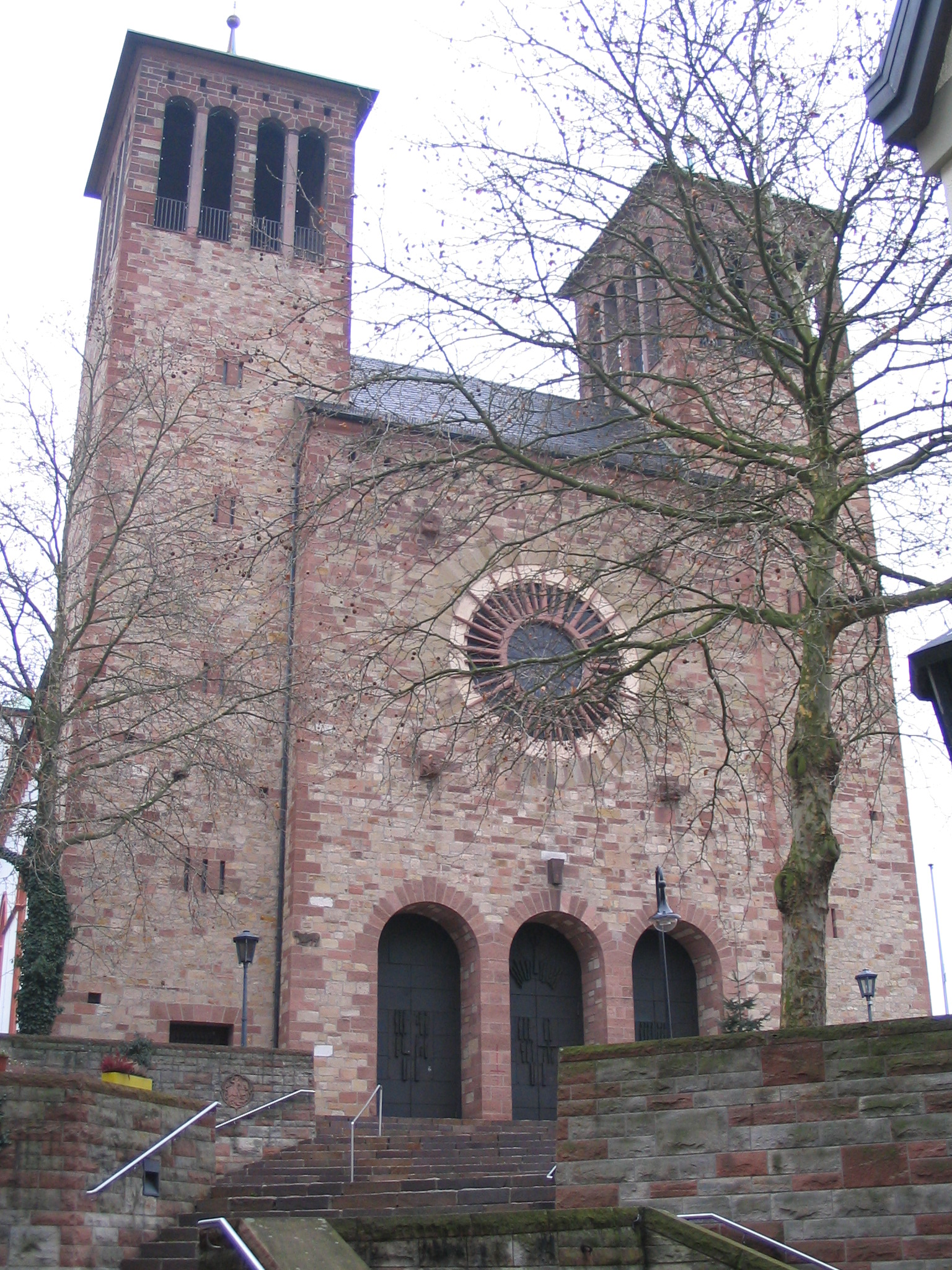
St. Georg
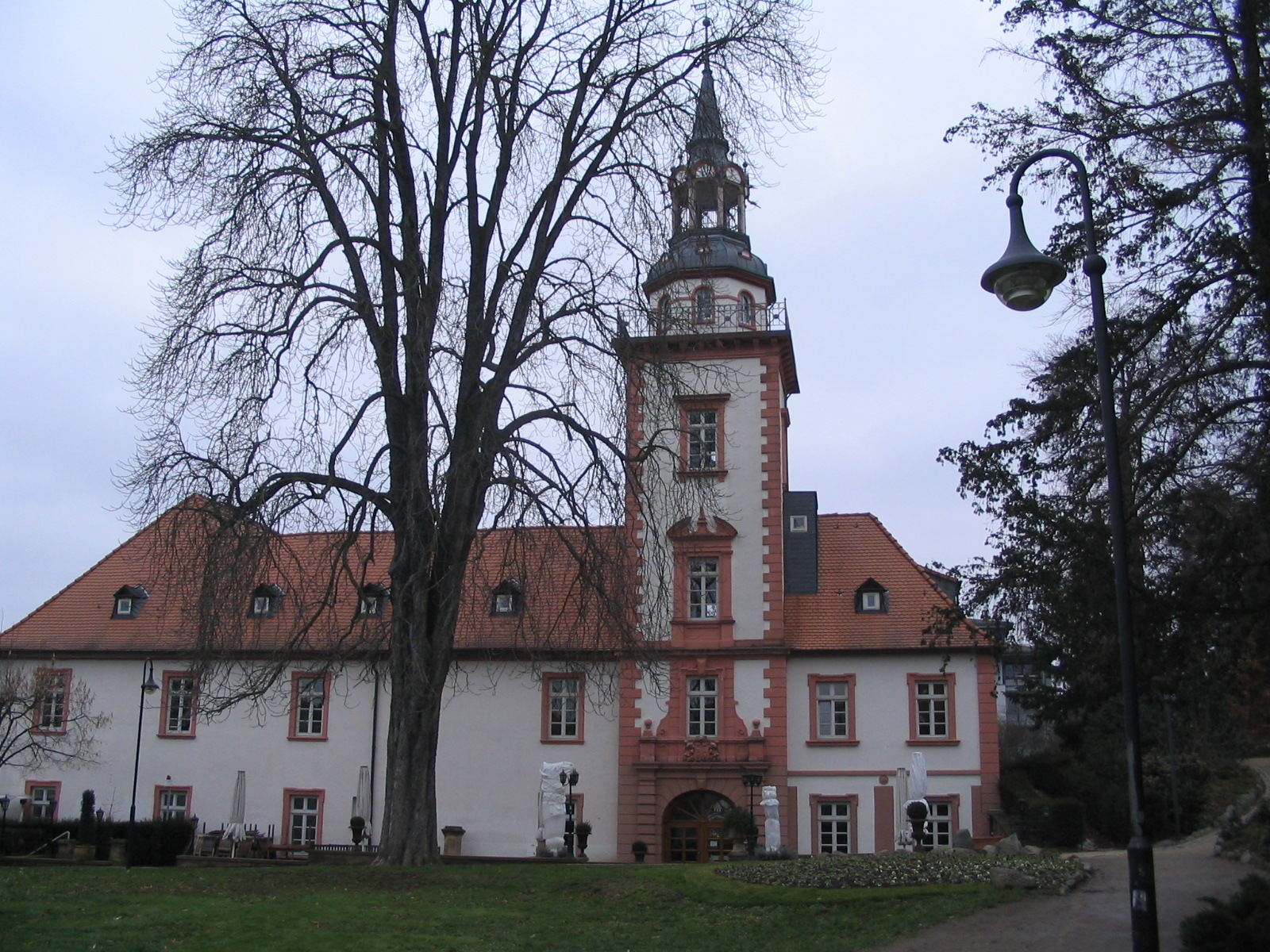
Rodensteiner Hof

Abtsteinach ·
Bensheim ·
Biblis ·
Birkenau ·
Bürstadt ·
Einhausen ·
Fürth ·
Gorxheimertal ·
Grasellenbach ·
Groß-Rohrheim ·
Heppenheim (Bergstraße) · 
Hirschhorn (Neckar) · 
Lampertheim · 
Lautertal (Odenwald) · 
Lindenfels · 
Lorsch ·
Mörlenbach ·
Neckarsteinach ·
Rimbach ·
Viernheim ·
Wald-Michelbach ·
Zwingenberg